# 斯坦丁羅克 (阿拉巴馬州)
斯坦丁羅克（英語：Standing Rock）是一個位於美國阿拉巴馬州錢伯斯縣的非建制地區和人口普查指定地區。根據2010年美國人口普查，該地人口為168人。

## 地理
斯坦丁羅克的座標為33°04′47″N 85°15′11″W / 33.079722°N 85.253056°W，而該地最高點為海拔高度242米（即794英尺）。